# Jezioro Żarnowieckie
Der Jezioro Żarnowieckie [jeˌʑɔrɔ ʒarnɔˈvʲɛt͡skʲɛ] anhörenⓘ (deutsch: Zarnowitzer See) ist ein Rinnensee in der polnischen Woiwodschaft Pommern unweit der Ostseeküste, benannt nach dem östlich des Sees gelegenen Ort Żarnowiec.

## Geographie
Der Żarnowieckie liegt im Norden des ehemaligen Westpreußen. Die Oberfläche des Wasserspiegels beträgt 1431 ha. Der See ist 7,6 km lang und 2,6 km breit. Die Tiefe reicht bis 16 m. Die Wasseroberfläche liegt 1,5 m über dem Meeresspiegel. 
Der See wird von Süden nach Norden von der Piaśnica (Piasnitz) durchströmt. Er wird von mehreren Bächen bespeist; von Westen her fließt ihm aus dem Gebiet um Lębork (Lauenburg in Pommern) der  aus Richtung des Dorfs Bychowo (Bychow) kommende Bychow-Bach zu. Im Norden schließt sich an den See der  Zarnowitzer Bruch an, der sich bis zum Ostseestrand erstreckt. 

## Kraftwerke
Am östlichen Ufer des Sees wurde um 1982 mit dem Bau des ersten polnischen Kernkraftwerks Żarnowiec begonnen, aber um 1990 wurden die Bauarbeiten wegen heftiger Proteste nach der Nuklearkatastrophe von Tschernobyl abgebrochen und die in der Tschechoslowakei bereits bestellten Einrichtungen nach Finnland verkauft, wo sie bis heute funktionieren. 
Neben der stillgelegten Baustelle befindet sich das größte polnische Pumpspeicherkraftwerk Żarnowiec, 1976–1983 errichtet.
|  |